# Latvian-Estonian Basketball League 2019-2020
La Latvian-Estonian Basketball League 2019-2020, o Paf Latvian–Estonian Basketball League per ragioni di sponsorizzazione, è stata la 2ª edizione della Lega Lettone-Estone, la combinazione dei principali campionati di pallacanestro di Lettonia ed Estonia.
Il torneo è stato sospeso definitivamente dalla Lega il 16 marzo 2020 a causa della pandemia di COVID-19 in Europa e ha deciso di non assegnare il titolo.

## Regolamento e formato
Il formato della competizione è un girone all'italiana con partite di andata e ritorno. Durante il corso della regular season, che dura dal 27 settembre 2019 al 22 marzo 2020, tutte le squadre si scontrano due volte, una volta in casa e l'altra in trasferta, per un totale di 28 partite. Alla fine le migliori otto squadre accedono ai play-off, partendo dai quarti di finale. La squadra vincitrice viene determinata al termine delle Final Four.

## Regular season
Aggiornata al 2 aprile 2019.
| Pos. | Squadra               | G  | V  | P  | PF   | PS   | Dif  | Perc |                        |
| ---- | --------------------- | -- | -- | -- | ---- | ---- | ---- | ---- | ---------------------- |
| 1.   | VEF Rīga              | 25 | 23 | 2  | 2157 | 1799 | +358 | .920 | Qualificate ai playoff |
| 2.   | Ogre                  | 25 | 22 | 3  | 2286 | 1974 | +312 | .880 | Qualificate ai playoff |
| 3.   | Kalev/Cramo           | 23 | 20 | 3  | 2120 | 1606 | +514 | .870 | Qualificate ai playoff |
| 4.   | Ventspils             | 24 | 18 | 6  | 2255 | 1789 | +466 | .750 | Qualificate ai playoff |
| 5.   | Rapla                 | 24 | 12 | 12 | 1856 | 1909 | -53  | .500 | Qualificate ai playoff |
| 6.   | Jūrmala               | 22 | 11 | 11 | 1702 | 1664 | +38  | .500 | Qualificate ai playoff |
| 7.   | Pärnu                 | 25 | 12 | 13 | 2046 | 2100 | -54  | .480 | Qualificate ai playoff |
| 8.   | Tartu Ülikooli        | 24 | 10 | 14 | 1783 | 1972 | −189 | .417 | Qualificate ai playoff |
| 9.   | Rakvere Tarvas        | 24 | 10 | 14 | 1899 | 2032 | −133 | .417 |                        |
| 10.  | Tallinna Kalev        | 24 | 8  | 16 | 2019 | 2110 | -91  | .333 |                        |
| 11.  | Valmiera              | 24 | 7  | 17 | 1927 | 2154 | −227 | .292 |                        |
| 12.  | TalTech               | 25 | 7  | 18 | 2035 | 2295 | −260 | .280 |                        |
| 13.  | Latvijas Universitāte | 24 | 5  | 19 | 1684 | 1981 | −297 | .208 |                        |
| 14.  | Liepājas lauvas       | 23 | 3  | 20 | 1773 | 2157 | −384 | .130 |                        |
| 15.  | Valga                 | 0  | 0  | 0  | 0    | 0    | 0    | -    | ritirata               |

## Campionato estone
I play-off nazionali sono stati annullati a causa della pandemia di COVID-19 in Estonia e non è stato proclamato alcun vincitore.

## Campionato lettone
I play-off nazionali sono stati annullati a causa della pandemia di COVID-19 in Lettonia. La classifica finale è stata stilata sulla base dei risultati nella Lega Lettone-Estone.

### Verdetti
| Latvijas Basketbola Līga 2019-2020 |
| ---------------------------------- |
| VEF Rīga 7º titolo                 |